# Соловьёвский сельсовет (Оренбургская область)
Соловьёвский сельсовет — сельское поселение в Оренбургском районе Оренбургской области Российской Федерации.
Административный центр — посёлок Соловьёвка.

## История
24 сентября 2004 года в соответствии с законом Оренбургской области № 1472/246-III-ОЗ образовано сельское поселение Соловьёвский сельсовет, установлены границы муниципального образования.

## Население
| 2010 | 2012 | 2013 | 2014 | 2015 | 2016 | 2017 |
| ---- | ---- | ---- | ---- | ---- | ---- | ---- |
| 722  | ↗735 | ↗747 | ↗756 | ↗778 | ↗803 | ↘790 |
| 2018 | 2019 | 2020 | 2021 |      |      |      |
| ↘788 | ↘773 | ↘761 | ↘756 |      |      |      |

## Состав сельского поселения
| № | Населённый пункт | Тип населённого пункта          | Население |
| - | ---------------- | ------------------------------- | --------- |
| 1 | Соловьёвка       | посёлок, административный центр | ↘756      |